# Tschechow-Kunsttheater Moskau

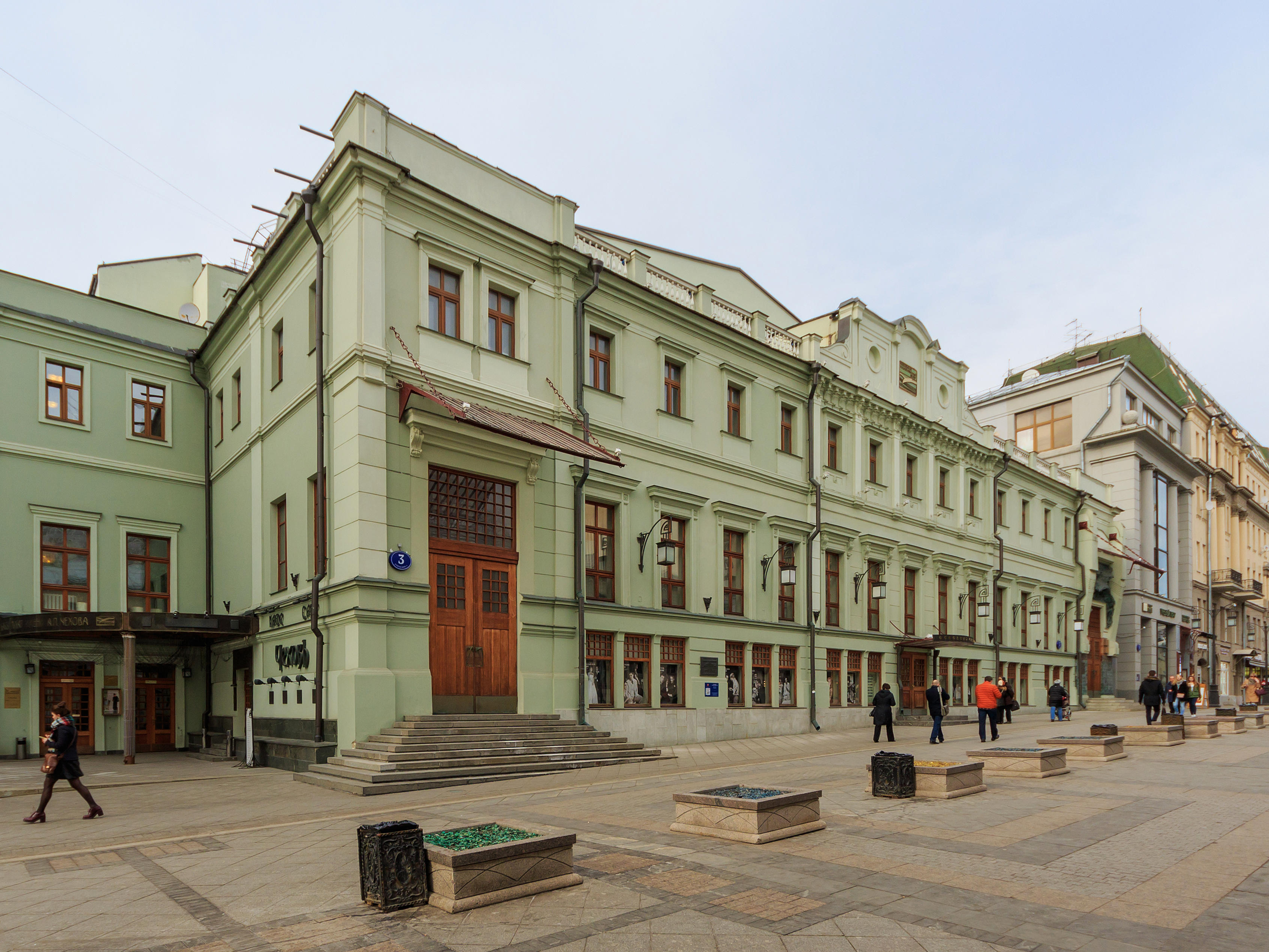
Das MChAT-Gebäude, 1902 vom bekannten Jugendstil-Architekten Fjodor Schechtel umgebaut

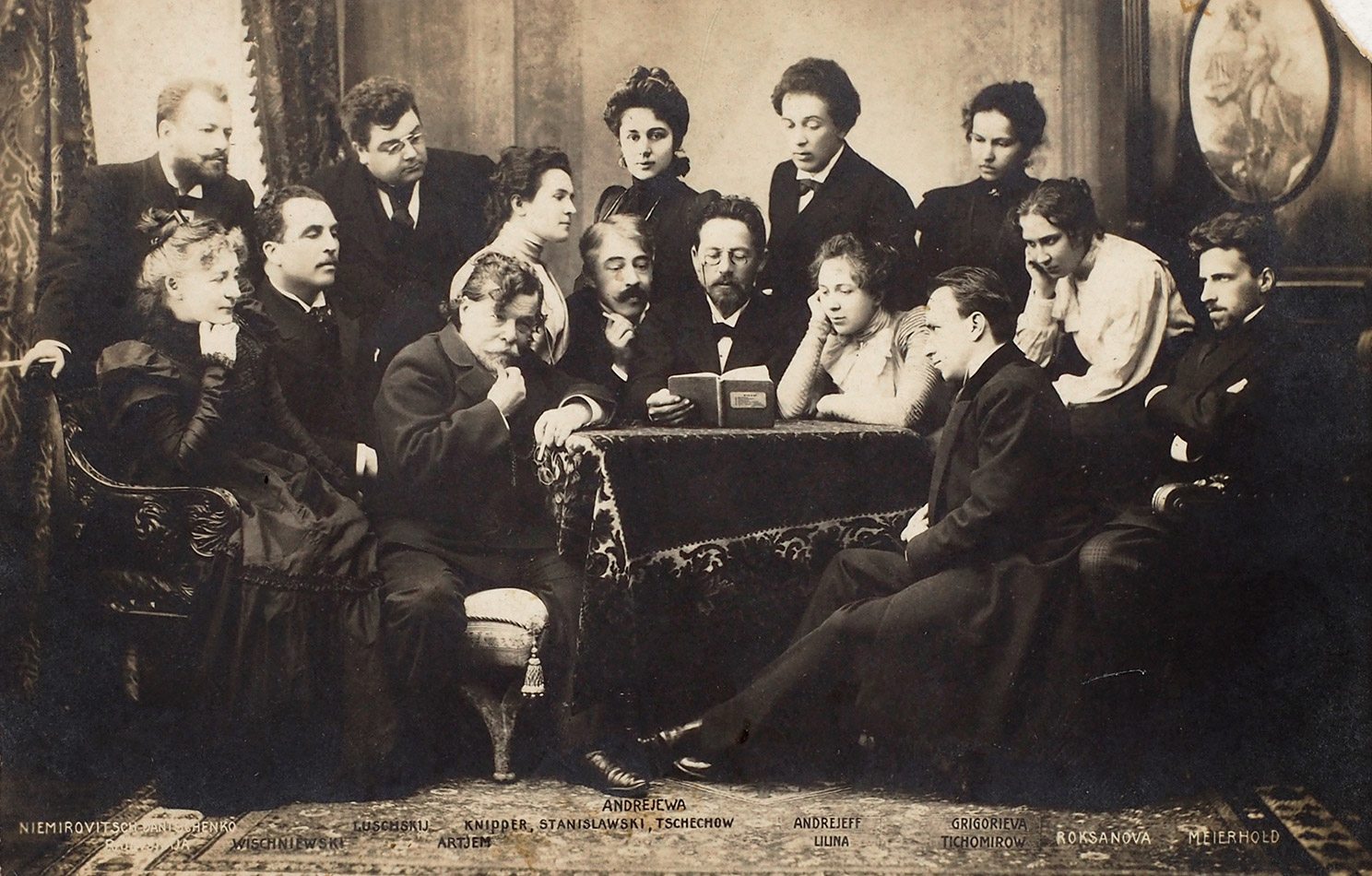
Anton Tschechow liest am Künstlertheater Die Möwe (1899)

Das Tschechow-Kunsttheater Moskau (russisch Московский художественный театр им. А. П. Чехова; auch als MChAT bekannt, eine Abkürzung von Московский художественный академический театр) ist ein 1898 von Konstantin Stanislawski und Wladimir Nemirowitsch-Dantschenko gegründetes Naturalismus-Theaterensemble in der russischen Hauptstadt Moskau. Im deutschen Sprachraum wurde das Theater als Moskauer Künstlertheater oder Moskauer Kunsttheater bekannt.

## Geschichte
Das Theater ging aus der zehn Jahre zuvor entstandenen Gesellschaft für Kunst und Literatur hervor. Auf deren Amateurbühne trat der Fabrikantensohn Konstantin Sergejewitsch Stanislawski erstmals als Schauspieler auf und übernahm auch Regie-Arbeiten. Im Spielplan überwogen die Klassiker: neben den Werken von Molière, Shakespeare und Schiller wurden insbesondere die Dramen Ostrowskis aufgeführt. Den Anstoß zur Gründung eines professionellen Theaters gab die Begegnung Stanislawskis mit dem Dramaturgen Wladimir I. Nemirowitsch-Dantschenko. Das neu gegründete Künstlertheater (Московский художественный театр – MCht) erlangte schnell Bekanntheit, als es die vier Hauptwerke von Alexei Tolstoi, beginnend mit Zar Fjodor Joannowitsch aufführte. Seinen ersten durchschlagenden Erfolg hatte das Theater jedoch mit dem Stück Die Möwe des russischen Dramatikers Anton Tschechow, das zuvor in St. Petersburg durchgefallen war.

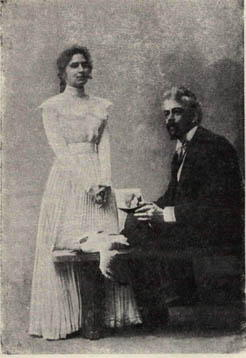
Stanislawski als Trigorin in Die Möwe, mit Maria Roksanova

Das Künstlertheater spielte die internationale Dramatik des Realismus und Naturalismus. Neben den Stücken Henrik Ibsens und Gerhart Hauptmanns stützte sich der Spielplan insbesondere auf die Stücke Tschechows, der dadurch als Autor von Theaterstücken erst bekannt wurde. Onkel Wanja wurde 1899 am Künstlertheater uraufgeführt, es folgten Drei Schwestern im Jahr 1901 und Der Kirschgarten 1904.
Im Jahr 1902 konnte der russische Schriftsteller Maxim Gorki als Mitarbeiter gewonnen werden. Sein Stück Nachtasyl – Szenen aus der Tiefe wurde 1902 durch Stanislawski uraufgeführt. 1905 folgte Kinder der Sonne. Durch die Regiearbeit Konstantin Stanislawskis und das ausgezeichnete Ensemble erwarb sich das Theater europaweit den Ruf einer Avantgarde-Bühne für zeitgenössische Dramatik.
Um 1905 war der psychologische Realismus Stanislawskis zur Perfektion gelangt, drohte jedoch zu erstarren. Neue Anregungen für die künstlerische Arbeit sollte die Einrichtung verschiedener Studios bringen. 1905 gründete der ehemalige Künstlertheater-Schauspieler Wsewolod Emiljewitsch Meyerhold, der inzwischen mit antirealistischen Inszenierungen Aufsehen erregt hatte, ein solches Studio. Es existierte jedoch wegen Differenzen mit Stanislawski nur ein Jahr lang. Meyerhold ging dann seinen eigenen Weg und wurde ein berühmter Regisseur. Andere Studios, zu denen beispielsweise der später bedeutende Regisseur Jewgeni B. Wachtangow zählte, hatten längere Zeit Bestand und belebten die Arbeit des Künstlertheaters. Insbesondere Wachtangows Inszenierung von Carlo Gozzis Prinzessin Turandot wurde ein herausragender Erfolg.
Ein erneuter Versuch, das künstlerische Spektrum zu erweitern, waren Stanislawskis ab 1908 einsetzende Bemühungen, den englischen Theaterreformer Edward Gordon Craig zu gewinnen. Craigs Hamlet-Inszenierung von 1912 wurde legendär, machte jedoch auch deutlich, wie weit seine künstlerischen Vorstellungen von denen Stanislawskis entfernt waren.

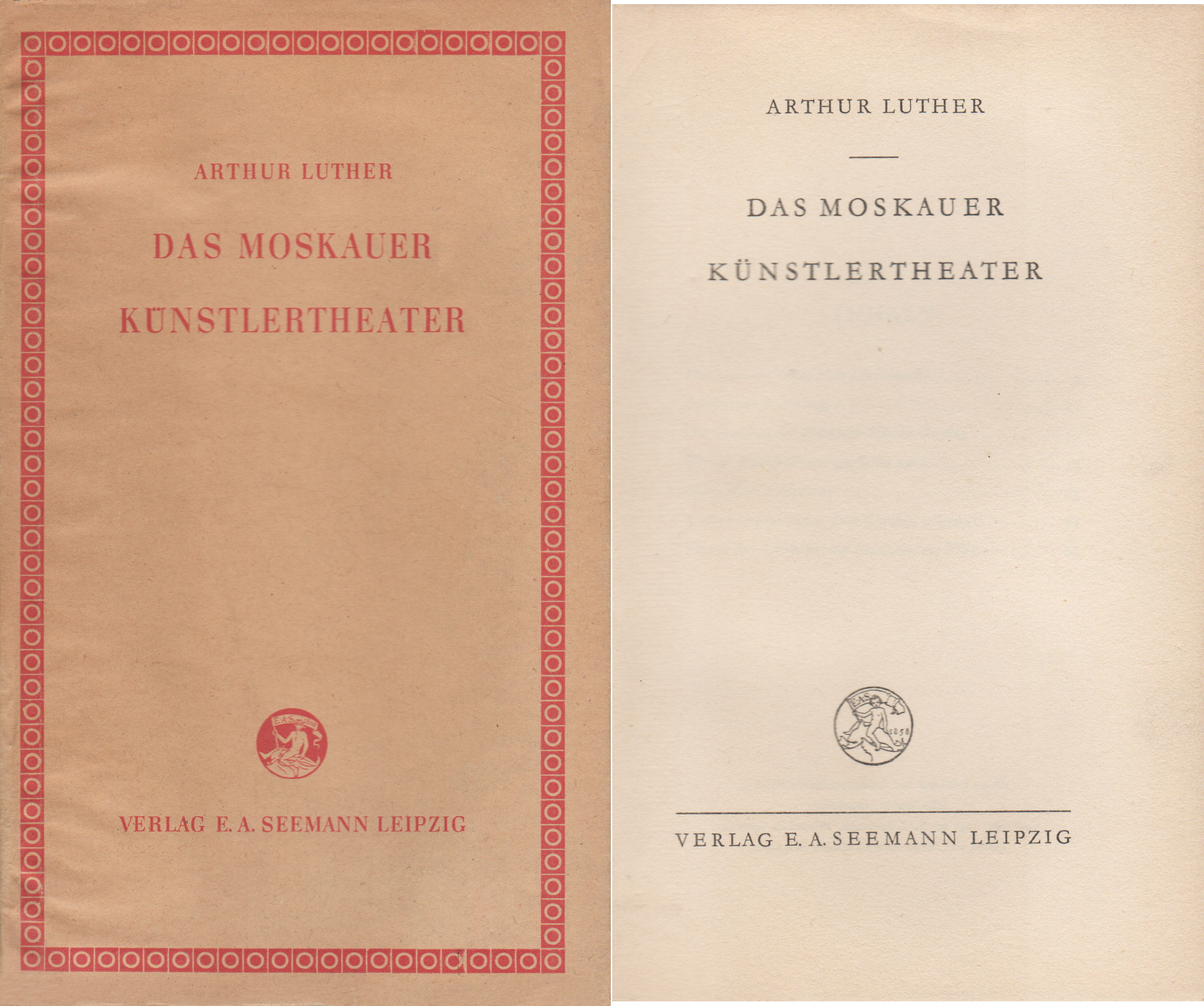
Das Moskauer Künstlertheater (1947)

Auch Stanislawski selbst suchte als Regisseur nach neuen Wegen. 1908 inszenierte er Maurice Maeterlincks symbolistisches Märchen Der blaue Vogel. Die Inszenierung wurde ein Welterfolg. Stanislawski suchte auch Kontakt zu avantgardistischen Malern und betraute Alexandre Benois, den führenden Bühnen- und Kostümbildner von Djagilews Ballets Russes mit der Leitung des Ausstattungswesens. 1916 trennten er sich jedoch von Benois, weil er fürchtete, die Theaterarbeit könne unter einer „Übermacht des Dekorativen“ leiden.
Unmittelbar nach der Oktoberrevolution begab sich das Ensemble auf eine ausgedehnte Auslands-Tournee. Nach der Rückkehr betätigte sich Stanislawski vorwiegend als Opernregisseur. Das Künstlertheater wurde zum akademischen Staatstheater (Московский художественный академический театр – MChAT) erhoben und damit den ehemaligen kaiserlichen Theatern gleichgestellt. In den dreißiger Jahren wurde der Sozialistische Realismus zur verbindlichen und normativen Ästhetik in der Sowjetunion, und Stanislawskis Schauspieltheorie sowie seine Regiemethode zur Norm sowjetischer Theaterkunst. Auch das Künstlertheater konnte nicht gänzlich vor Erstarrung bewahrt werden. Die zum Teil jahrzehntelang konservierten Inszenierungen (wie Maeterlincks Der blaue Vogel) waren kaum noch von dem Geist durchdrungen, der Stanislawskis Arbeit ursprünglich so aufregend gemacht hatte.
Von 1970 bis 2000 wurde das Theater von Oleg Jefremow geleitet. Als eine der ersten Bühnen setzte sich das Künstlertheater mit Problemen der Perestroika in der UdSSR auseinander. 1987 teilte sich das Ensemble und gründete eine Vereinigung Künstlertheater; Oleg Jefremow leitete das Ensemble, das im historischen Gebäude spielte. Ein zweites Ensemble arbeitete unter der künstlerischen Leitung von Tatjana Doronina an der Twerskaja-Straße, nur ein paar Blöcke nordwestlich vom Roten Platz entfernt.
Seit 2000 bis zu seinem Tod 2018 leitete Oleg Tabakow das Künstlertheater, dessen Signet eine Möwe (nach Tschechows gleichnamigem Drama) ist. Seit 2004 trägt das Theater seinen heutigen Namen.

## Das künstlerische Programm Stanislawskis

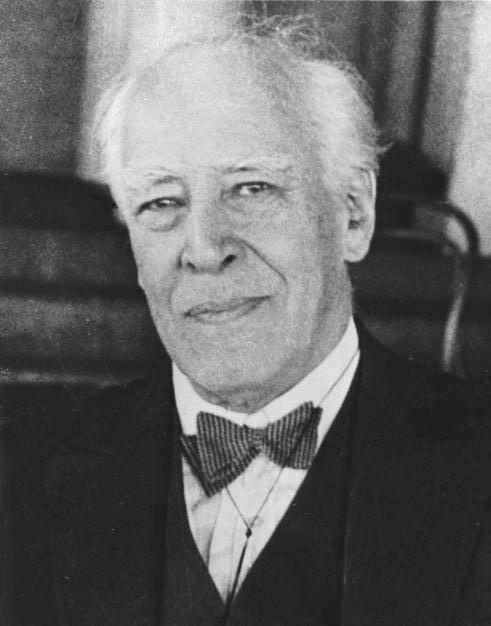
Konstantin S. Stanislawski

Das Künstlertheater wurde durch eine grundlegende Theaterreform Stanislawskis europaweit bekannt und für die Entwicklung der Schauspielkunst über die Grenzen Russlands hinaus relevant. Stanislawski bekämpfte das bis dahin übliche Deklamations-Theater und Virtuosentum und verlangte ein realistisch-psychologisches Spiel, das auf Wahrhaftigkeit des Ausdrucks abzielte. Dieser sollte durch vollkommene Einfühlung des Schauspielers in die Rolle erreicht werden. Statt schludrig geprobter Aufführungen gab es im Künstlertheater sorgfältig erarbeitete Inszenierungen und statt reisender Stars ein ausgewogenes Ensemblespiel. Diese Grundlagen der Theaterarbeit gehen auf die Prinzipien der Meininger zurück, deren reformerische Ansätze durch Gastspiele auch in Russland bekannt geworden waren. Parallel zur Entwicklung der Theater-Regie in Deutschland – etwa mit Otto Brahm und Max Reinhardt – entstand so im Moskauer Künstlertheater ein modernes Verständnis von Regiearbeit und Ensembletheater. Stanislawski wandte sich auch in theoretischen Überlegungen der Führung und Schulung von Schauspielern zu, die später in ein groß angelegtes, wenngleich nicht zu Ende geführtes „System“ der Schauspielkunst mündeten und noch heute – besonders im angelsächsischen Raum – grundlegend für die Ausbildung von Schauspielern sind. In New Yorks berühmtem Actors-Studio trainierte Lee Strasberg Hollywood-Schauspieler nach Stanislawskis Methode; in Prag inszenierte der Regisseur Otomar Krejca im Stanislawski-Stil, und auch die berühmte Drei Schwestern-Inszenierung von Peter Stein, die er 1984 an der Schaubühne am Lehniner Platz herausbrachte, stand ganz in der Tradition des großen russischen Theatermannes und lebte von der Identifikation der Schauspieler mit ihrer Figur.

## Internationale Wirkungen
Die Gastspiele des Moskauer Künstlertheaters hatten eine nicht zu unterschätzende Auswirkung auf die Entwicklung des europäischen Dramas und Theaters am Beginn des 20. Jahrhunderts. So gastierte Stanislawskis Ensemble im Jahr 1906 drei Wochen lang in Berlin. Zunächst stand ein Tolstoi auf dem Programm, bei dem die Nachwirkungen der Meininger noch deutlich zu spüren waren. Außerdem zeigte das Künstlertheater Gorkis Nachtasyl, Tschechows Drei Schwestern und Ibsens Volksfeind. Zum Glanzstück des Gastspiels wurde jedoch Tschechows Onkel Wanja. Publikum und Kritik jubelten. Die Intensität des Spiels und die alle Elemente des Theaters zusammenführende Regie verblüfften und begeisterten die Berliner. Das Gastspiel war ein erstrangiges gesellschaftliches Ereignis, das nicht nur von deutschen Regisseuren, Schauspielern, Dramatikern, Wissenschaftlern, Kritikern, sondern sogar vom Kaiser besucht wurde. Der Dramatiker Gerhart Hauptmann sagte über Onkel Wanja: „Das ist der allerstärkste meiner szenischen Eindrücke. Da spielen nicht Menschen, sondern künstlerische Götter.“ Hauptmann bekundete, dass er sich diese Darstellungsweise immer für seine Dramen gewünscht habe. Und der Theaterkritiker Alfred Kerr schrieb: „Die Russen sind für uns ein neuer Maßstab geworden (…) die Regie hat, nach ihnen, ihre Arbeit, die Kritik ihr Urteil zu wandeln.“ So kehrten die Prinzipien der Meininger, die zehn Jahre zuvor den Regisseur Stanislawski geprägt hatten, durch seine Regiearbeiten in modernisierter und verfeinerter Form nach Deutschland zurück, die nun ihrerseits Theaterleute und Dramatiker faszinierten und inspirierten.
Nicht zuletzt wurde Anton Tschechow durch diese Reisen europaweit bekannt, wenn auch die atmosphärische und melancholische Sicht Stanislawskis auf seine Stücke nicht immer den Intentionen des Autors entsprach, der immer wieder betonte, seine Stücke seien Komödien.

## Bekannte Schauspieler (Auswahl)
- Oleg Jefremow (1927–2000)
- Jewgeni Jewstignejew (1926–1992)
- Wassili Katschalow (1875–1948)
- Olga Knipper (1868–1959)
- Marija Lilina (1866–1943)
- Boris Liwanow (1904–1972)
- Wsewolod Meyerhold (1874–1940)
- Jewgeni Mironow (* 1966)
- Andrei Mjagkow (1938–2021)
- Iwan Moskwin (1874–1946)
- Maria Ouspenskaya (1876–1949)
- Innokenti Smoktunowski (1925–1994)
- Serafim Sudbinin (1867–1944)
- Oleg Tabakow (1935–2018)